# 佐波商事
株式会社 佐波商事（さなみしょうじ）は、愛知県名古屋市でライブハウスなどを運営している企業。本部所在地は名古屋市中区新栄2-1-9 雲竜フレックスビル西館5階。

## 概要
同社は、来場者向けのバーカウンターなどを備えたライブハウスと、展示会や講演会などに使える多目的スペースのレンタル事業を行っている。現在運営している店舗は、全て雲竜フレックスビル西館・東館のいずれかにある。
2012年9月以降はこれら興行関係の事業に力を注いでいるが、かつては外食事業も手掛けていた。同社運営の飲食店には、焼肉店・鍋料理店・居酒屋・バー・スペイン料理店・朝鮮料理店など様々なスタイルの店があったが、その中でも特に「BAR Voir」と「IMANAS亭 FLEX店」は、高層ビル内のフロアという立地を生かした店作りで有名になった。また、「IMANAS亭 FLEX店」と「蝦蟹市場 FLEX店」は、中京テレビの『ラジオDEごめん』シリーズとエフエム愛知の『合点!太巻天狗』のスタジオに使われていたこともある。一部の運営店舗の屋号が示す通り、飲み物には主にサントリーの商品を提供していた。
こちらは雲竜フレックスビル内だけでなく、名古屋市の繁華街各地にも店舗網を持っていたが、同社は2012年8月29日、興行事業に専念することを目的に外食事業から撤退し、同部門を豊田産業のグループ会社に売却した。その時点で残っていた飲食店7店のうちの4店は取引の段階で譲渡が確定し、前述の「BAR Voir」と「IMANAS亭 FLEX店」については取得を検討するという形で保留にされていたが、この2店は雲竜フレックスビルを管理しているケン・コーポレーションのグループ会社が引き継ぐことになり、2013年4月15日に屋号を変えてリニューアルオープンした。

## 運営店舗

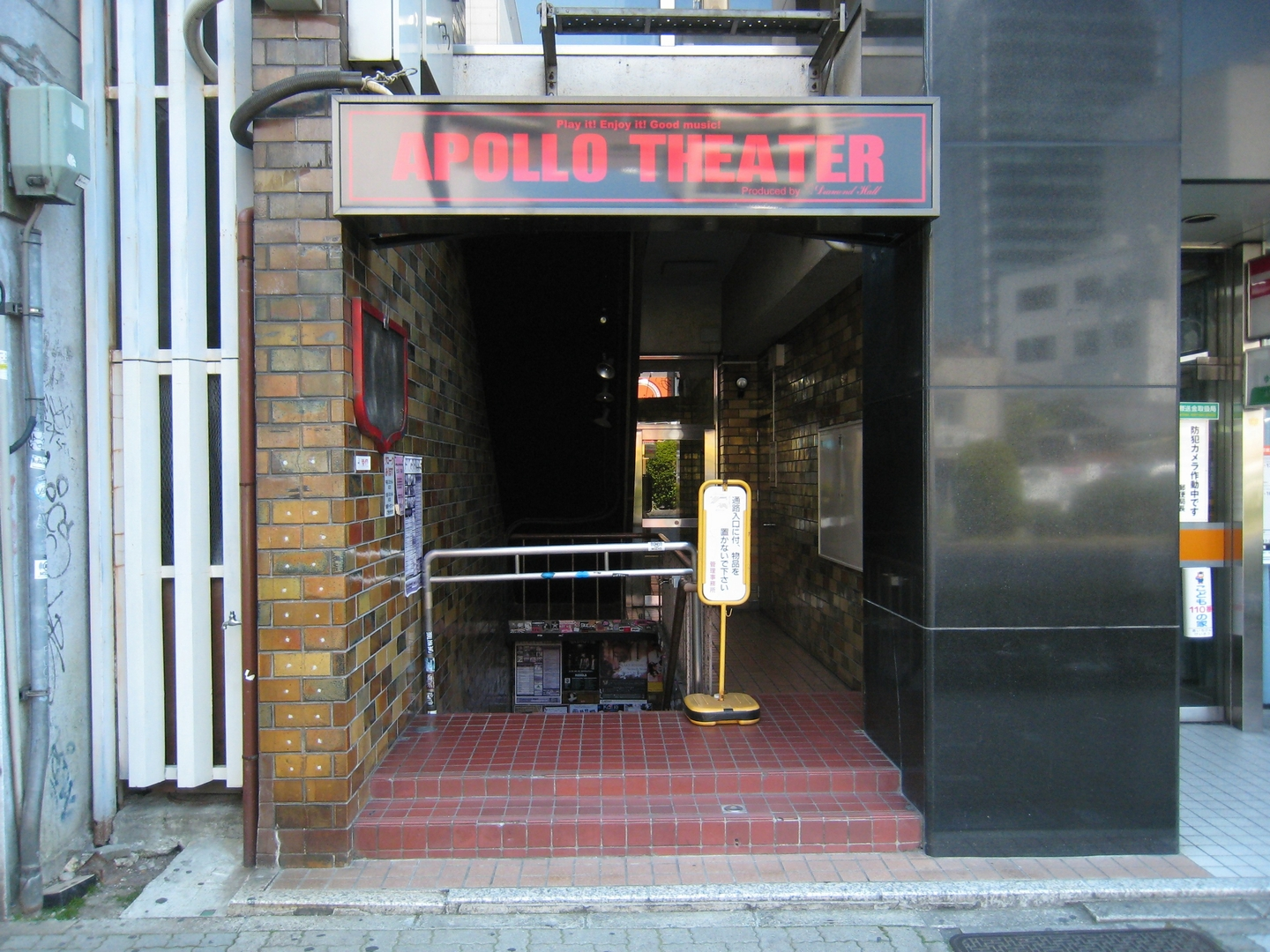
かつてのAPOLLO THEATER

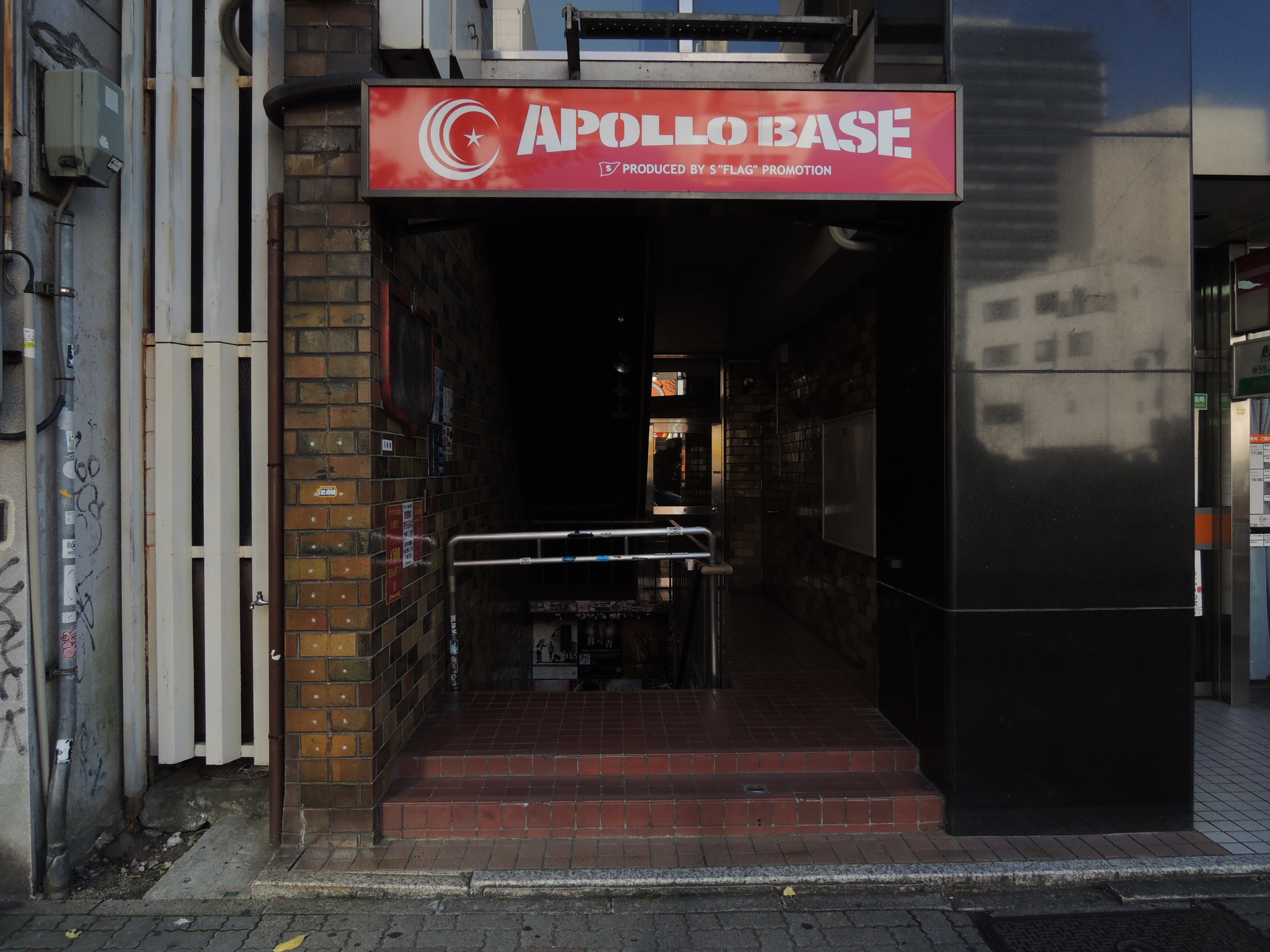
APOLLO BASE

### ライブハウス
新栄
- DIAMOND HALL （旧・CLUB DIAMOND HALL、雲竜フレックスビル西館5階）
- APOLLO BASE （旧・APOLLO THEATER、雲竜フレックスビル東館地下1階）

### 多目的スペース
新栄
- SPACE "D" （雲竜フレックスビル西館5階）

## 過去の運営店舗

### 飲食店
名駅
- SUNTORY ASIAN DINING 蝦蟹市場 KUN PO: JR名駅店（JR名古屋駅新幹線口南 レジャーワン内）

名駅南
- Voir II （住友生命名古屋ビル26階）
- MOON （住友生命名古屋ビル26階） - 屋号は「Drinking Club MOON」→「Casual French & Champagne MOON」→「Champagne & Bar MOON」→「Dining & Bar MOON」と変遷。

錦三丁目
- SUNTORY Angel bar （デリシアムマドーロビル地下1階） - 事業譲渡後は「Angel bar」と名を変えて営業。
- PUBLIC HOUSE CROSS （アマノビル6階）
- 中華レストランバー CROSS （アマノビル6階）
- 季節の味・厳選素材・焼酎 四季彩（アマノビル5階）
- Bistro ブルール（アマノビル4階）
- 韓国居酒屋 KORE庵（アマノビル3階） - 事業譲渡後は「すし処 魚ずみ」→「肉と海鮮 個室居酒屋 魚ずみ」と名を変えて営業。
- SUNTORY JIGGER BAR CLASSIC （アマノビル1階） - 事業譲渡後は「ジガーバル クラシック」と名を変えて営業。

栄三丁目
- SUNTORY JIGGER BAR SILK ROAD （アスカヰビル1階） - 事業譲渡後も屋号を変えずに営業。
- SUNTORY JIGGER BAR Bacchus （インペリアルプラザ2階）
- 居酒BAR IMANAS 1 UNO （インペリアルプラザ2階）
- 酒と肴 月 栄店（インペリアルプラザ2階）
- IZAKAYA Loco IMANAS （インペリアルプラザ2階） - 事業譲渡後も屋号を変えずに営業。
- THE 鍋 栄店（プリンセスガーデンホテル地下1階）

栄四丁目
- SUNTORY RESTAURANT BAR やきにく・すていき IMANAS亭 栄店（サンケイビル地下1階）

新栄
- BAR Voir （雲竜フレックスビル西館24階） - 事業譲渡後は「ベル・ボワール」と名を変えて営業。
- THE 鍋 FLEX店（雲竜フレックスビル西館23階）
- SUNTORY RESTAURANT BAR やきにく・すていき・しゃぶしゃぶ IMANAS亭 FLEX店（雲竜フレックスビル西館22階） - 事業譲渡後は「炭火焼肉コギチャン」→「焼肉コギチャン」と名を変えて営業。
- VIN DE VOIR （雲竜フレックスビル西館19階）
- 酒と肴 月 FLEX店（雲竜フレックスビル西館19階）
- SUNTORY ASIAN DINING 蝦蟹市場 KUN PO: FLEX店（雲竜フレックスビル西館地下1階）
- SOUTHERN KUN PO: TAURUS （雲竜フレックスビル西館地下1階）
- 韓楽街（雲竜フレックスビル西館地下1階）
- THE 鍋 本店（雲竜フレックスビル西館地下1階）

岡崎市戸崎町
- 蝦蟹市場 KUN PO: & IMANAS亭 岡崎店（光ヶ丘女子高等学校西隣）

## 備考

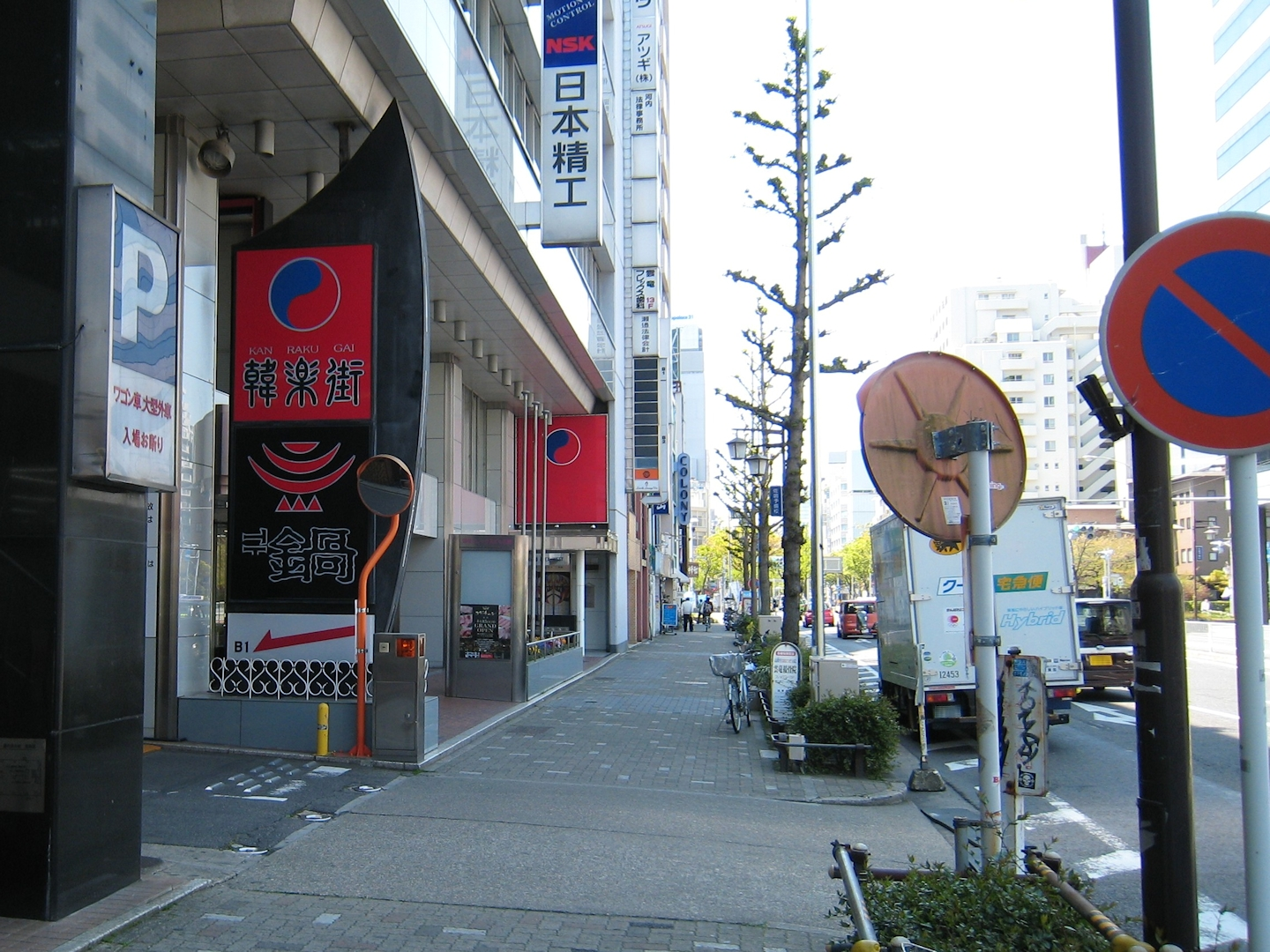
雲竜フレックスビル前にあった「韓楽街」と「THE 鍋 本店」の大型案内板（2013年4月撮影）

- 「蝦蟹市場 JR名駅店」オープン直前の1993年3月下旬からは、中京テレビで同店のテレビCMが放送されていた。
- 「蝦蟹市場 & IMANAS亭 岡崎店」オープン前日の1993年6月19日（18日深夜）には、同店内で『ラジごめII金曜日の王様』最後の公開生放送が行われた。
- 「韓楽街」と「THE 鍋 本店」はともに2011年2月28日に閉店したが、佐波商事が外食事業から撤退した後も雲竜フレックスビル前にはこの2店の大型案内板が残されていた。リニューアルに伴い、西館テナントの案内に変更された。
- 「IMANAS亭」という屋号は、「佐波」のローマ字表記「SANAMI」を逆から書いたものであった。